# アドナラ島

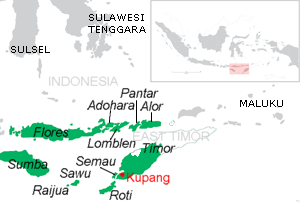
東ヌサ・トゥンガラの島々

アドナラ島インドネシアの小スンダ列島ソロール諸島（ロンブレン島、ソロール島、アナトラ島などの島々）にあり、東ヌサ・トゥンガラ州東フローレス県に属している。ロンブレン島の西隣に位置する。西側は、大きな島フローレス島がある。ソロール諸島の中で標高が1,659mと一番高く面積は497 km2ある。

## 歴史
歴史の記録は、1650年まで遡ることができる。この頃には、ラジャと呼ばれる王侯に支配されていた。
- ホランマ（1650年頃）
- バラワンマ（1672年頃）
- ブリ1世（1681年頃〜1682年頃、または1691年頃）
- エコ（〜1688年）山の人々ゴゴックの兄弟たちに殺される。
- ゴゴック（1702年頃）
- ウリン（1710年〜1719年）ブリ1世の息子でブリ2世の父
- ブリ2世（1719年〜1756年）
- ラカベラ・ジョー（1832年頃）
- ベグ（〜1850年7月28日にペラの父に殺される）
- ペラ（1850年〜1857年）
- ラカベラ？（1857年〜1868年）ベラ、カンバ・ベグの兄弟
- カンバ・ベグ（1868年〜1893年）ベラ、ラカベラの兄弟
- バパ・トゥアン（1893年6ヶ月間の一時的なラジャ）カンバ・ベグの息子
- アーキング・カンバ（1893年または1894年〜1930年12月18日）バパ・トゥアンの兄弟。バパ・トゥアンの息子ゲラは、ラジャを継承されることを要求していた。
- バパ・アマ　カピタンの称号をもつ摂政。1936年3月24日、終身刑を言い渡され、クパンに送られた。カンバ・ベグの姉妹の息子。
- ヌハン・バパ（1915年〜1950年）ラジャを名乗る。ゲラの息子。
- バパ・ヌハー（1936年〜1941年）ヌハン・バパの摂政。
- バパ・ゲラ（1905年〜？）
- バパ・カヤ（1940年代〜1954年1月12日）バパ・ゲラの摂政。
- モハメド・エケ（1954年〜1985年）無冠のラジャ。バパ・カヤの後に摂政となる。ラカベラ・ジョーの玄孫。